# Cantón de Rezé
El cantón de Rezé era una división administrativa francesa, que estaba situada en el departamento de Loira Atlántico y la región de Países del Loira.

## Composición
El cantón estaba formado por dos comunas:
- Bouguenais
- Rezé

## Supresión del cantón de Rezé
En aplicación del Decreto n.º 2014-243 de 25 de febrero de 2014, el cantón de Rezé fue suprimido el 22 de marzo de 2015 y sus 2 comunas pasaron a formar parte; una del nuevo cantón de Rezé-1 y la fracción de la comuna que le daba su nombre se unió con la otra fracción para que, por medio de una reestructuración cantonal, fueran creados los nuevos cantones de  Rezé-1 y  Rezé-2.